# Peugeot 208
Peugeot 208 – samochód osobowy klasy miejskiej produkowany pod francuską marką Peugeot od 2012 roku. Od 2019 roku produkowana jest druga generacja modelu.

## Pierwsza generacja

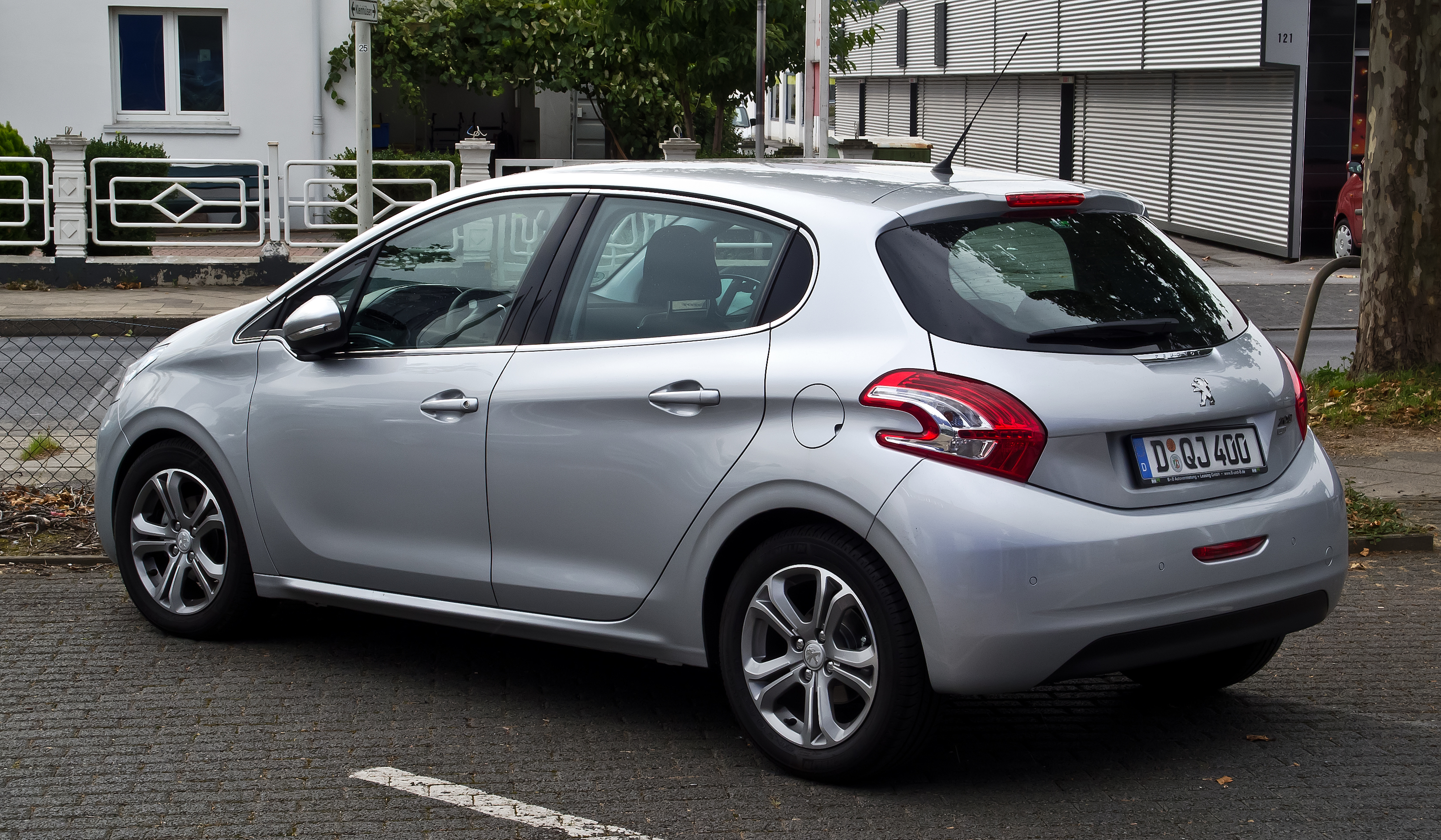
Peugeot 208 I - tył przed liftingiem

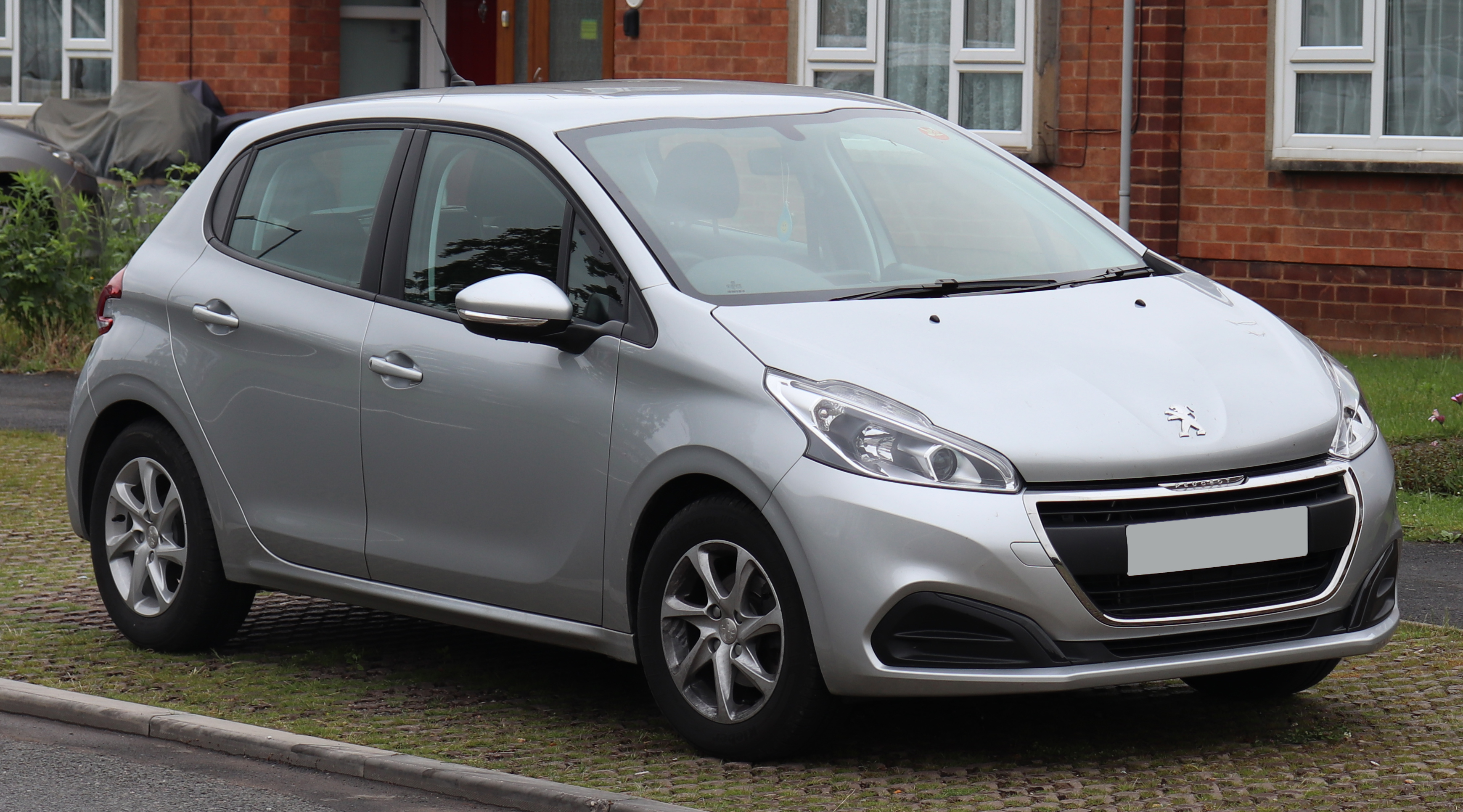
Peugeot 208 I po liftingu

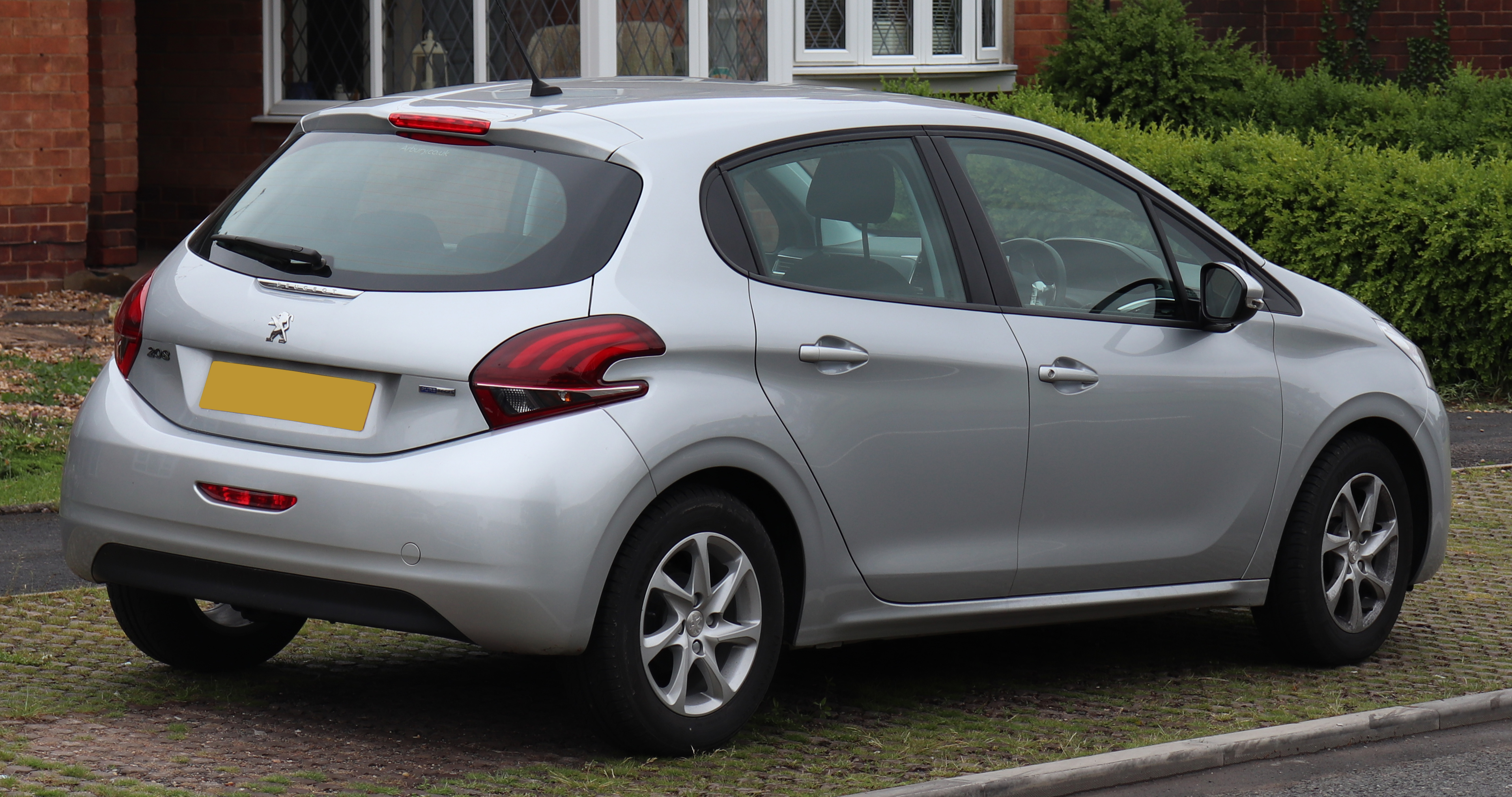
Peugeot 208 I - tył po liftingu

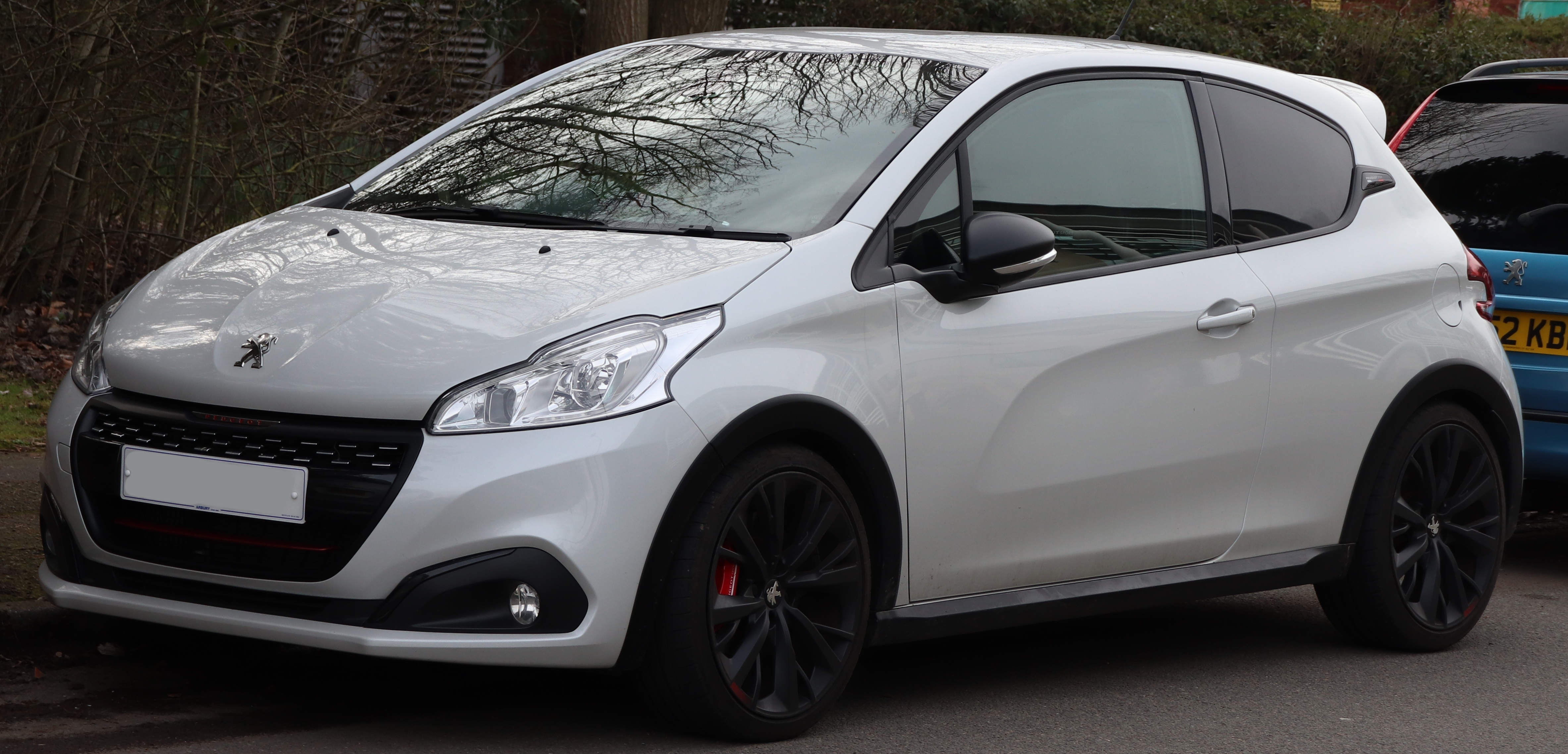
Peugeot 208 I GTi

Peugeot 208 I został zaprezentowany po raz pierwszy podczas Międzynarodowego Salonu Samochodowego w Genewie w 2012 roku. 
Pojazd zastąpił w ofercie model 207 produkowany od 2006 roku. Na tle poprzednika, 208 zyskało inne, bardziej krągłe proporcje nadwozia. To właśnie w tym modelu po raz pierwszy zastosowano też awangardowy projekt deski rozdzielczej wyróżniający się wysuniętymi zegarami względem kierownicy – tzw. i-Cockpit. Samochód trafił do sprzedaży w połowie 2012 roku.
W palecie silników znajdują się dwa trzycylindrowe motory - 1.0 i 1.2, których moc wynosi odpowiednio 68 i 82 KM. Oferowany jest także silnik 1.4 VTi o mocy 95 KM oraz 1.6 VTi o mocy 120 KM. Szczytowy silnik to turbodoładowana jednostka 1.6 THP, rozwijająca moc 156 KM, a w wersji GTi 200 KM. W palecie silników wysokoprężnych znajduje się wersja 1.4 HDi o mocy 82 KM, która w specyfikacji e-HDI, w połączeniu ze zautomatyzowaną skrzynią biegów spala 3,4 l paliwa na 100 km. Dostępna jest także jednostka 1.6 HDi w dwóch wersjach mocy: 92 i 115 KM. W 2013 roku do gamy 208 wprowadzono wersję GTi i Urban Soul. 
W lutym 2015 auto przeszło face lifting. Zmiany objęły głównie pas przedni - zmieniono wkłady lamp, reflektorów i zderzaków. We wnętrzu pojawił się nowy wyświetlacz systemu multimedialnego o przekątnej 7-cali i nowe listwy dekoracyjne. W gamie modelowej 208 zadebiutował też pakiet stylistyczny GT Line obejmujący m.in. lakierowany na czarny połysk grill, 17-calowe felgi czy sportowe, pół-skórzane fotele. Zmodernizowany Peugeot 208 trafił do salonów w połowie 2015 roku. Wersja Urban Soul wyróżnia się paskami na drzwiach kierowcy, pasażera i fotelach oraz chromowanymi lusterkami i złotym wykończeniem wnętrza.
W 2016 roku sprzedano w Polsce 2608 egzemplarzy Peugeota 208, dzięki czemu zajął 45 lokatę wśród najchętniej wybieranych samochodów w kraju.

### Wersje wyposażeniowe
- Access
- Active
- Allure
- Van
- XY
- GTi
- Urban Soul
- Feline
- Rolland Garros

### Silniki[9]
| Silnik                        | Silnik                        | 1,0 PureTech | 1,2 PureTech | 1,2 PureTech | 1,2 PureTech | 1,2 PureTech | 1,6 e-THP | 1,6 BlueHDI  | 1,6 BlueHDI  |
| ----------------------------- | ----------------------------- | ------------ | ------------ | ------------ | ------------ | ------------ | --------- | ------------ | ------------ |
| Rodzaj silnika                | Rodzaj silnika                | benzynowy    | benzynowy    | benzynowy    | benzynowy    | benzynowy    | benzynowy | wysokoprężny | wysokoprężny |
| Moc                           | KM                            | 68           | 82           | 82           | 110          | 110          | 208       | 75           | 100          |
| Moc                           | kW                            | 50           | 60           | 60           | 81           | 81           | 153       | 50           | 68           |
| Moc                           | RPM                           | 6000         | 5750         | 5750         | 5500         | 5500         | 6000      | 4000         | 4000         |
| Pojemność [cm3]               | Pojemność [cm3]               | 999          | 1199         | 1199         | 1199         | 1199         | 1598      | 1560         | 1560         |
| Maks. moment obrotowy         | Nm                            | 95           | 118          | 118          | 205          | 205          | 300       | 230          | 230          |
| Maks. moment obrotowy         | RPM                           | 3500         | 2750         | 2750         | 1500         | 1500         | 3000      | 1750         | 1750         |
| Prędkość maks. [km/h]         | Prędkość maks. [km/h]         | 165          | 175          | 178          | 190          | 190          | 230       | 171          | 187          |
| Przyspieszenie 0–100 km/h [s] | Przyspieszenie 0–100 km/h [s] | 14           | 12,2         | 14,5         | 9,8          | 9,6          | 6,7       | 13,3         | 10,7         |
| Śr. spalanie [l/100 km]       | Śr. spalanie [l/100 km]       | 4,4          | 4,5          | 4,2          | 4,5          | 4,3          | 5,4       | 3,5          | 3,5          |
| Emisja CO2 [g/km]             | Emisja CO2 [g/km]             | 102          | 104          | 97           | 104          | 99           | 125       | 90           | 90           |
| Skrzynia biegów               | Skrzynia biegów               | manualna     | manualna     | automatyczna | automatyczna | manualna     | manualna  | manualna     | manualna     |
| norma EURO                    | norma EURO                    | EURO 6       | EURO 6       | EURO 6       | EURO 6       | EURO 6       | EURO 6    | EURO 6       | EURO 6       |

## Druga generacja

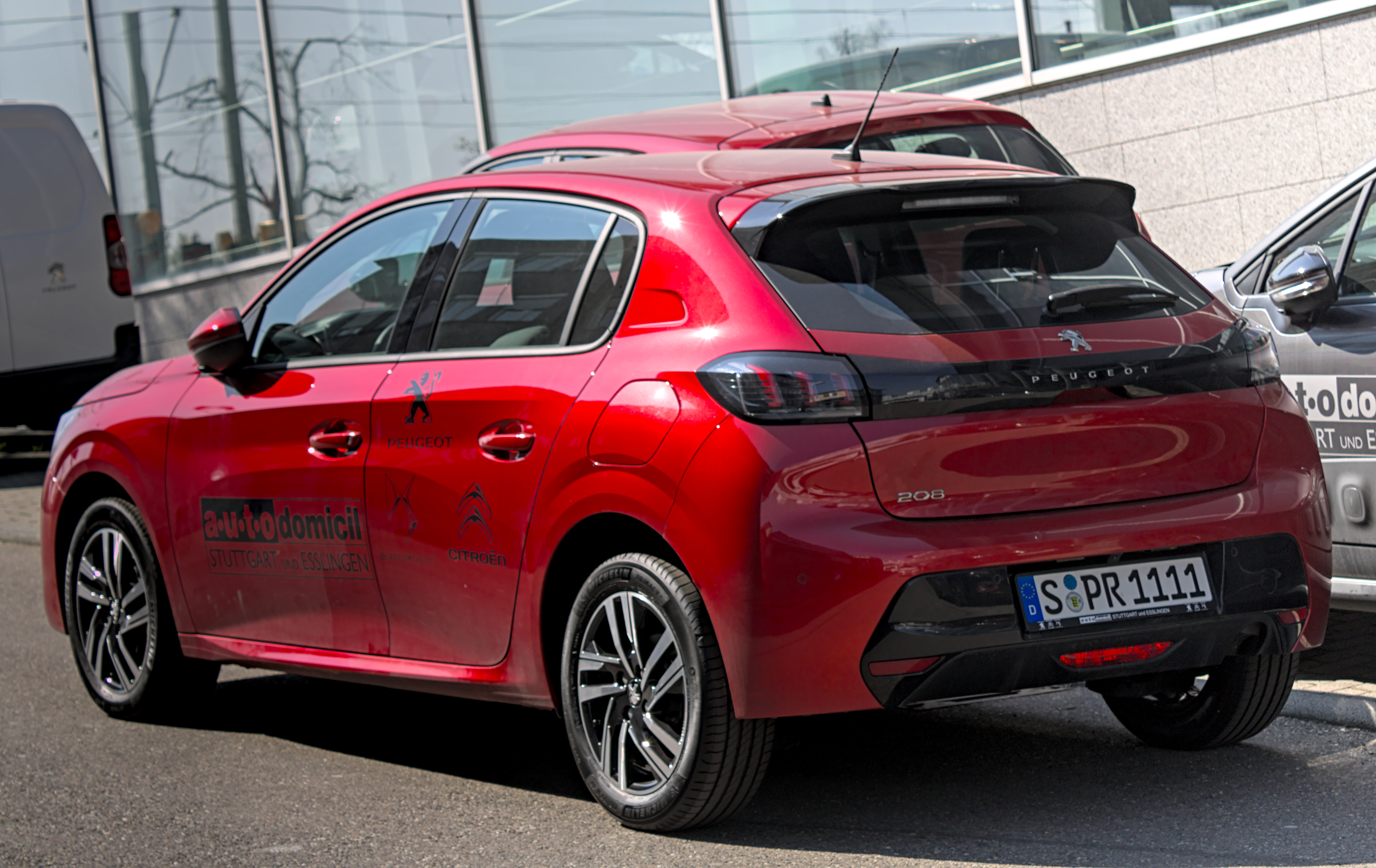
Peugeot 208 II – tył

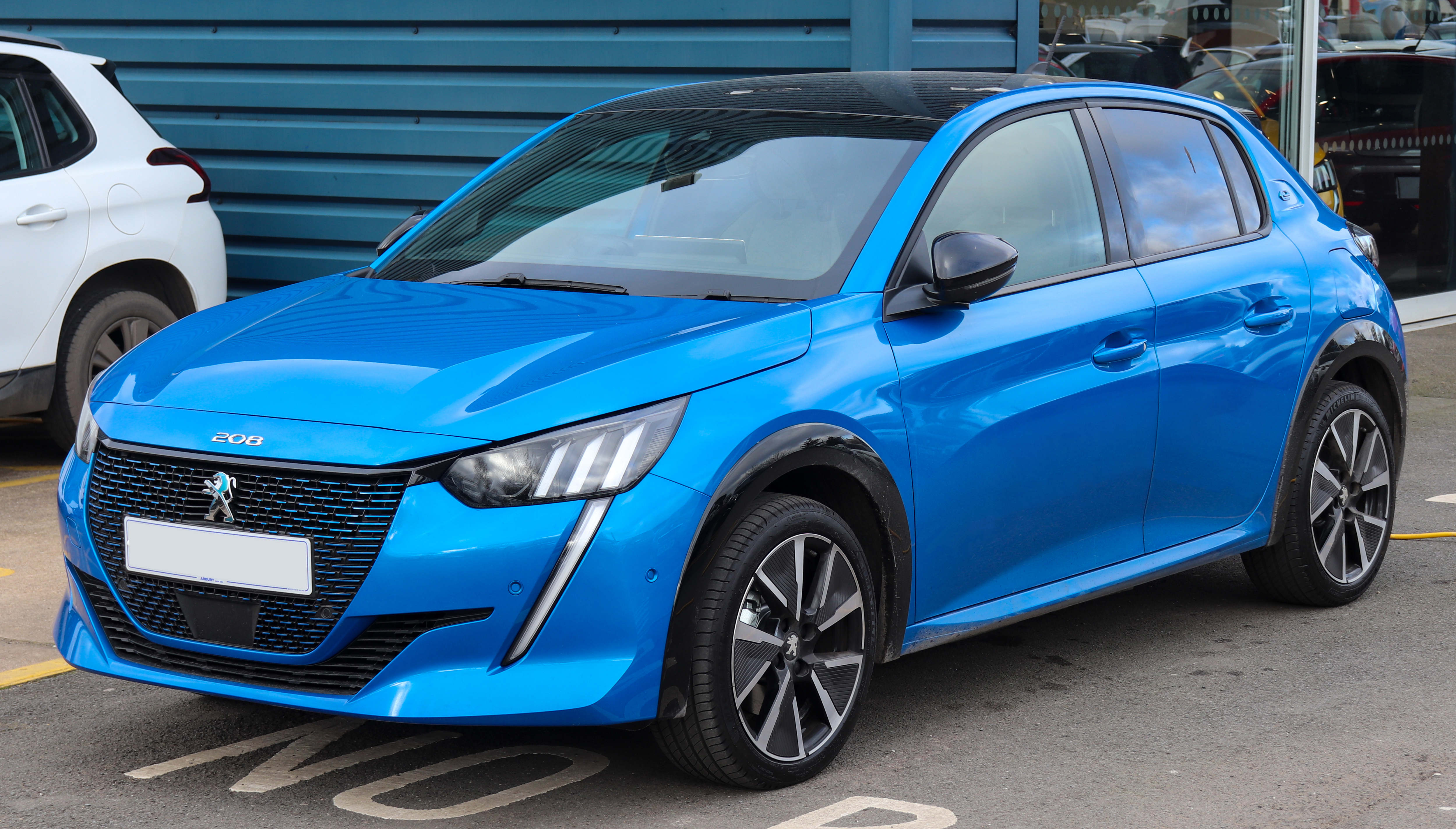
Peugeot e-208 GT

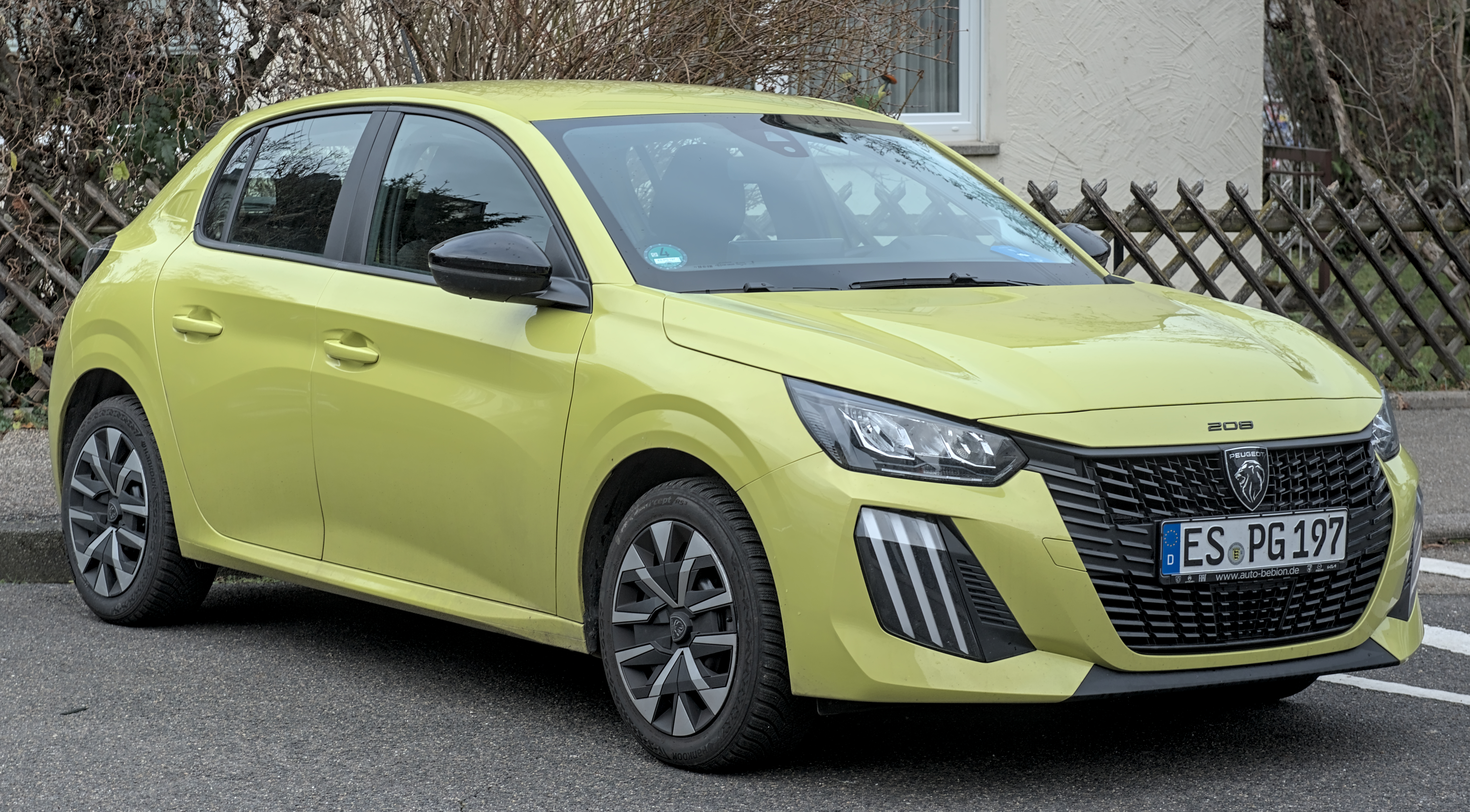
Peugeot 208 II po liftingu

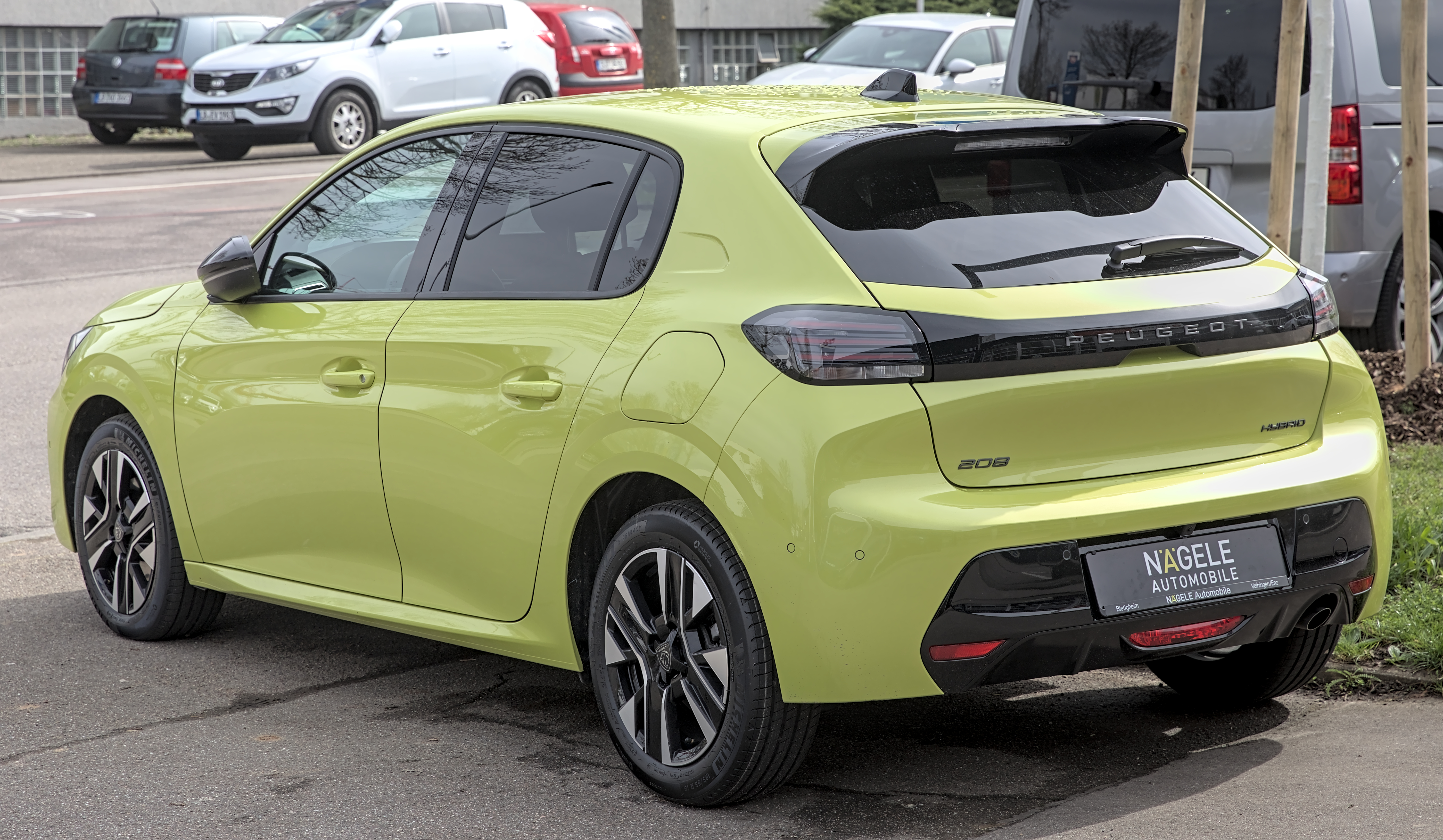
Peugeot 208 II – tył po liftingu

Peugeot 208 II został zaprezentowany po raz pierwszy podczas Międzynarodowego Salonu Samochodowego w Genewie w 2019 roku.
Druga generacja Peugeota 208 diametralnie zmieniła koncepcję. Samochód stał się nie tylko dłuższy, ale i szerszy i zyskał inne proporcje. Poza dłuższą maską i większą ilością ostrych kantów, samochód zyskał też charakterystyczne diody do jazdy dziennej w kształcie kłów i podłużne, tylne lampy połączone plastikową poprzeczką. Kokpit nawiązuje estetyką do innych, przedstawionych w ostatnim czasie modeli Peugeota - poza nową generacją tzw. i-Cockpitu, pojawił się większy ekran dotykowy i awangardowo stylizowane przyrządy konsoli centralnej.
Samochód oferowany jest po raz pierwszy w historii tylko jako 5-drzwiowy hatchback. Pod maską dostępne są zarówno silniki benzynowe, jak i wysokoprężne. Ponadto, pierwszy raz miejski model Peugeota dostępny jest w odmianie całkowicie elektrycznej - e-208. 136-konny wariant będzie zarazem najdroższy w ofercie.
Sprzedaż nowego Peugeota 208 ruszyła w lipcu 2019 roku, kiedy to ogłoszono też cennik. Pierwsze egzemplarze trafiły do klientów na przełomie sierpnia i września.
W plebiscycie na Europejski Samochód Roku 2020 Peugeot 208 drugiej generacji zajął 1. miejsce, wyprzedzając Teslę Model 3 oraz Porsche Taycan. 
Latem 2023 roku model poddano modernizacji. Stylistyka modelu została zmodyfikowana zgodnie z najnowszą filozofią designu marki. Auto zyskało powiększony, przyciągający wzrok grill ze wstawkami w kolorze nadwozie i zajmującym centralne miejsce nowym logo marki. Podobny zabieg przeprowadzono wcześniej m.in. w modelach 508 i 2008. Charakterystyczne, teraz już potrójne „kły” ledowych świateł do jazdy dziennej zostały przesunięte bardziej na zewnątrz, dzięki czemu optycznie poszerzają przód i nadają sylwetce jeszcze bardziej zadziorny charakter.

### Wersje wyposażeniowe
- Like
- Active
- Allure
- GT Line

### Silniki
| Silnik                                  | Silnik                                  | PureTech 75  | PureTech 100 | PureTech 100 | PureTech 130 | BlueHDi 100  |
| --------------------------------------- | --------------------------------------- | ------------ | ------------ | ------------ | ------------ | ------------ |
| Rodzaj silnika                          | Rodzaj silnika                          | benzynowy    | benzynowy    | benzynowy    | benzynowy    | wysokoprężny |
| Pojemność [cm3]                         | Pojemność [cm3]                         | 1199         | 1199         | 1199         | 1199         | 1499         |
| Typ wtrysku                             | Typ wtrysku                             | bezpośredni  | bezpośredni  | bezpośredni  | bezpośredni  | bezpośredni  |
| Liczba cylindrów                        | Liczba cylindrów                        | 3            | 3            | 3            | 3            | 4            |
| Moc                                     | KM                                      | 75           | 102          | 102          | 130          | 102          |
| Moc                                     | kW                                      | 55           | 75           | 75           | 96           | 75           |
| Moc                                     | RPM                                     | 5750         | 5500         | 5500         | 5500         | 3500         |
| Maks. moment obrotowy                   | Nm                                      | 118          | 205          | 205          | 230          | 250          |
| Maks. moment obrotowy                   | RPM                                     | 2750         | 1750         | 1750         | 1750         | 1750         |
| Skrzynia biegów                         | Skrzynia biegów                         | manualna     | manualna     | automatyczna | automatyczna | manualna     |
| Liczba przełożeń                        | Liczba przełożeń                        | 5            | 6            | 8            | 8            | 6            |
| Prędkość maks. [km/h]                   | Prędkość maks. [km/h]                   | 174          | 188          | 188          | 208          | 188          |
| Przyspieszenie 0–100 km/h [s]           | Przyspieszenie 0–100 km/h [s]           | 13,2         | 9,9          | 10,8         | 8,7          | 10,2         |
| Śr. spalanie (cykl mieszany) [l/100 km] | Śr. spalanie (cykl mieszany) [l/100 km] | 5,4 - 5,5    | 5,4 - 5,6    | 5,8 - 5,9    | 5,6 - 5,7    | 4,1 - 4,2    |
| Emisja CO2 [g/km]                       | Emisja CO2 [g/km]                       | 122 - 124    | 123 - 127    | 131 - 134    | 127 - 129    | 107 - 111    |
| norma EURO                              | norma EURO                              | Euro 6d-Temp | Euro 6d-Temp | Euro 6d-Temp | Euro 6d-Temp | Euro 6d-Temp |

## Sport motorowy

### 208 T16 Pikes Peak

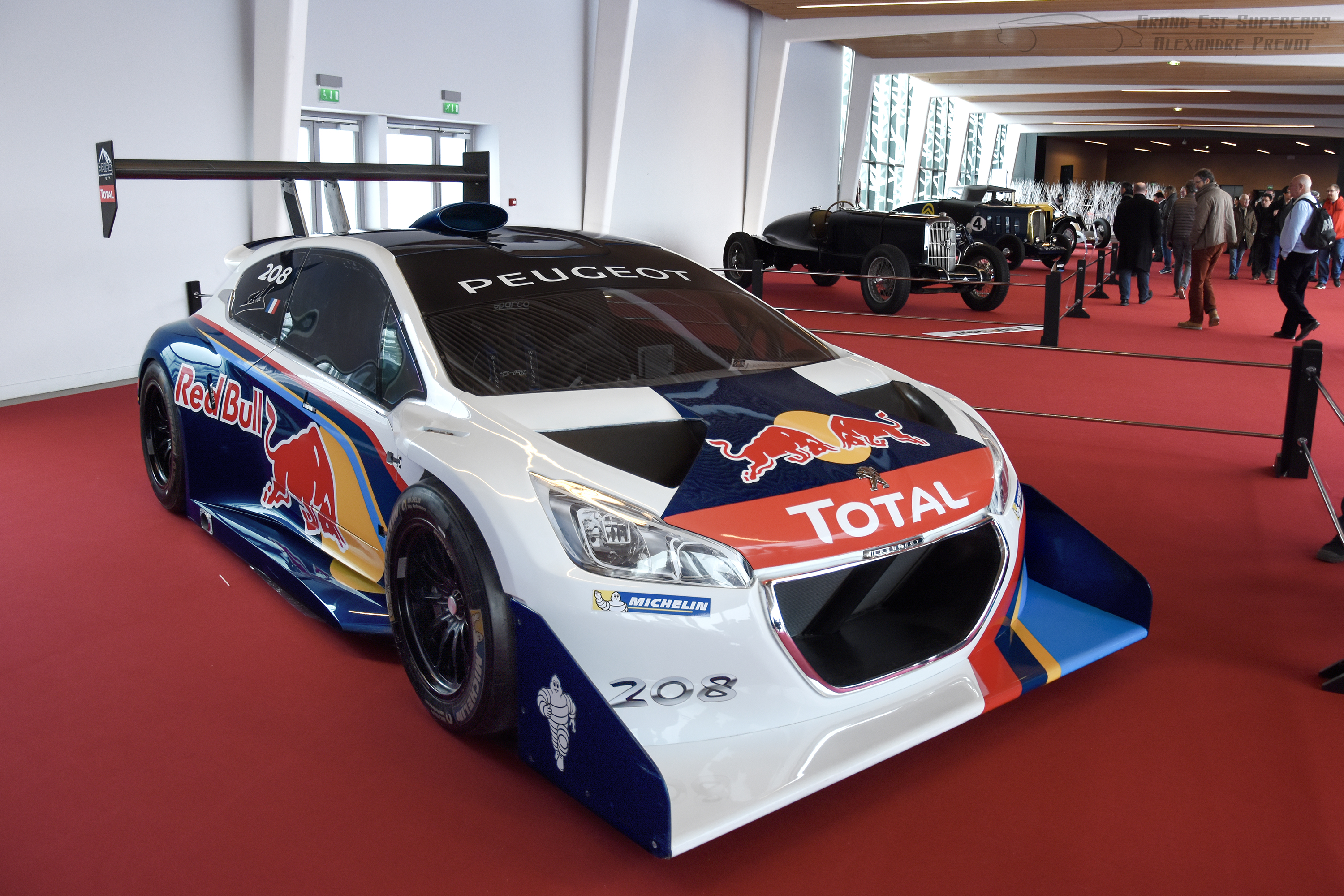
Peugeot 208 T16 Pikes Peak podczas prezentacji w 2018

W 2013 roku producent przygotował Peugeot 208 T16 Pikes Peak do udziału w Wyścigu Pikes Peak. Model 208 T16 Pikes Peak napędza centralnie umieszczony silnik V6 z dwiema turbosprężarkami o mocy 875 KM. Samochód wyścigowy waży zaledwie 875 kg, co daje stosunek mocy do masy 1:1. 208 T16 Pikes Peak rozpędza się od 0 do 100 km/h w 1,8 s.

### Rajdy
Podczas 69. Rajdu Polski w okolicach Mikołajek debiutował model rajdowy Peugeot 208 R2. Za kierownicą auta zasiadł Bryan Bouffier.

### Rallycross - 208 WRX

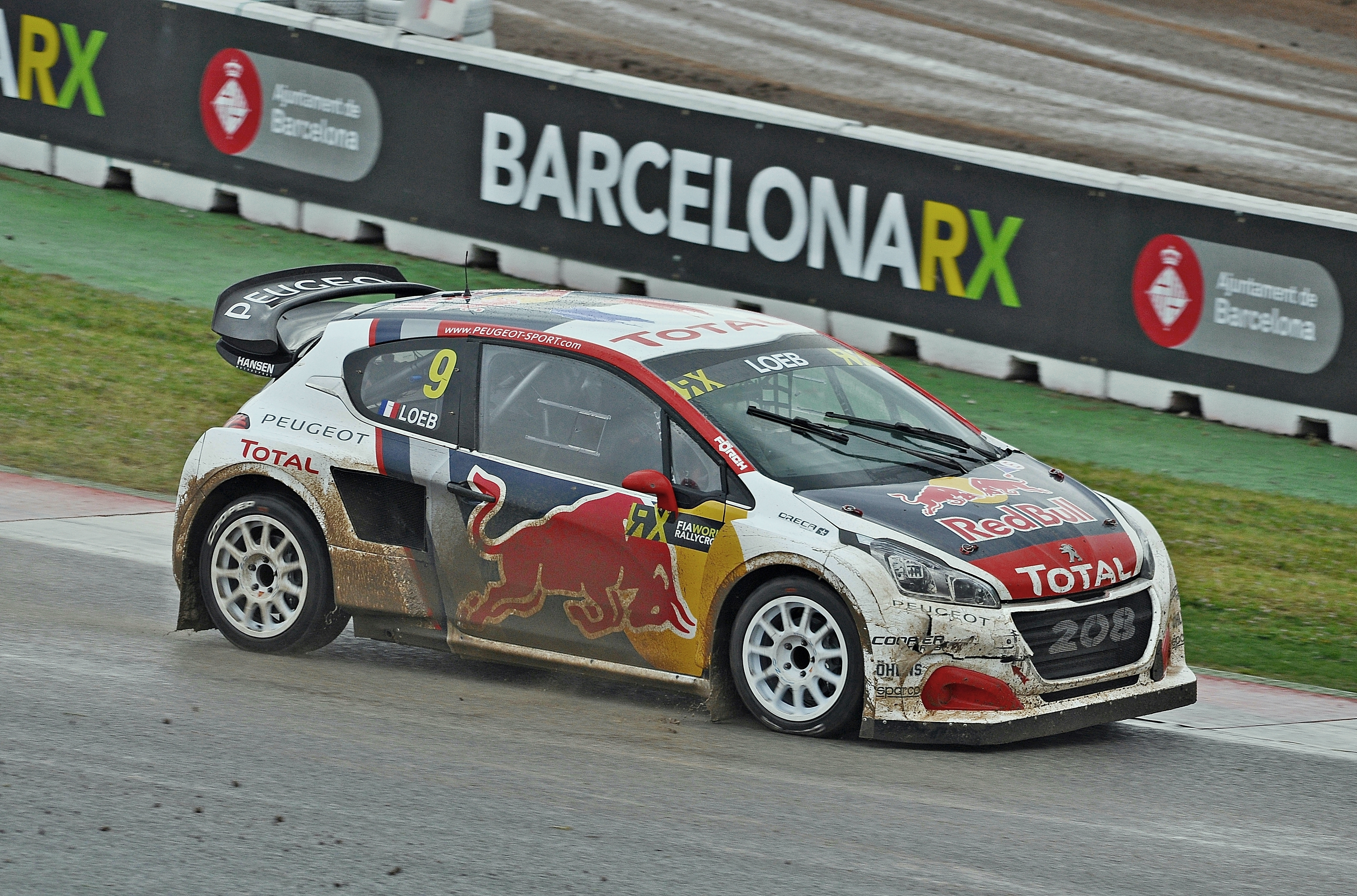
Sébastian Loeb w Peugeot 208 WRX podczas mistrzostw świata 2017

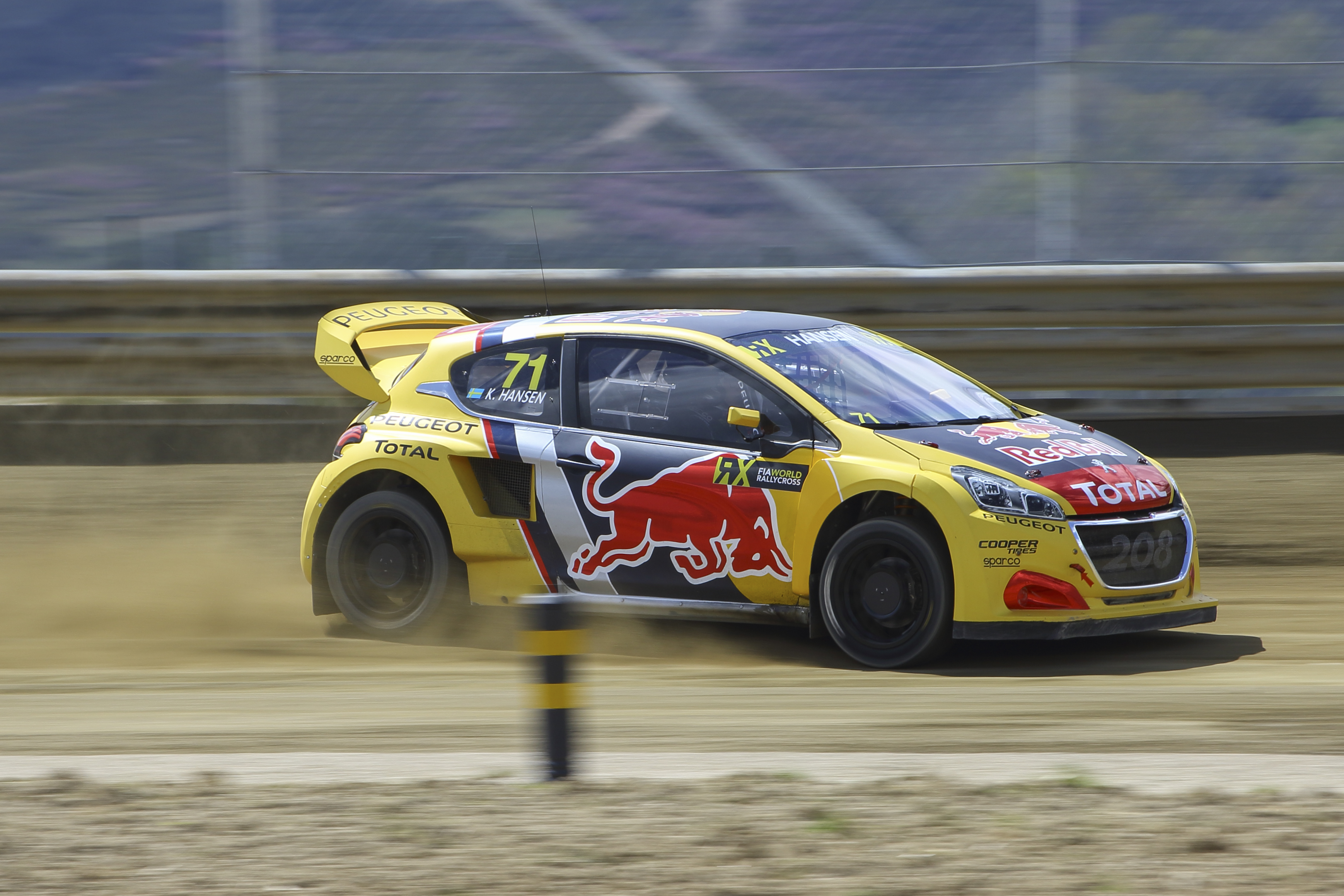
Kevin Hansen w Peugeot 208 WRX podczas mistrzostw świata 2018

Peugeot został oficjalnie zgłoszony do Mistrzostw świata w rallycrossie (World RX) od momentu stworzenia zawodów w 2014 roku z zespołem Hansen Motorsport. Model 208 WRX jest zbliżony do samochodu znanego z rajdowych mistrzostw świata. Opracowany silnik przez francuskiego producenta silników wyczynowych Oreca, wytwarza 600 koni mechanicznych. Pierwszy raz Peugeot zdobył tytuł producenta w 2015 roku. Dnia 29 lutego 2016 roku, kilka dni przed otwarciem salonu samochodowego w Genewie, Peugeot ogłosił dołączenie Sébastiena Loeba do zespołu. W sezonie 2019 Timmy Hansen został Mistrzem świata w rallycrossie. W tym sezonie zespół Peugeot zdobył tytuł producenta drugi raz w historii.

#### Zwycięstwa
Peugeot 208 WRX, mając na koncie 14 zwycięstw, jest drugim samochodem w historii pod względem liczby zwycięstw w zawodach mistrzostw świata.
| Nr  | Dzień          | Rok  | Miejsce zawodów              | Zawodnik       |
| --- | -------------- | ---- | ---------------------------- | -------------- |
| 1.  | 28 września    | 2014 | Włochy                       | Timmy Hansen   |
| 2.  | 21 czerwca     | 2015 | Niemcy                       | Davy Jeanney   |
| 3.  | 8 sierpnia     | 2015 | Kanada                       | Davy Jeanney   |
| 4.  | 23 sierpnia    | 2015 | Norwegia                     | Timmy Hansen   |
| 5.  | 6 września     | 2015 | Francja                      | Timmy Hansen   |
| 6.  | 4 października | 2015 | Turcja                       | Timmy Hansen   |
| 7.  | 7 sierpnia     | 2016 | Kanada                       | Timmy Hansen   |
| 8.  | 2 października | 2016 | Łotwa                        | Sébastien Loeb |
| 9.  | 13 maja        | 2018 | Belgia                       | Sébastien Loeb |
| 10. | 5 kwietnia     | 2019 | Zjednoczone Emiraty Arabskie | Kevin Hansen   |
| 11. | 27 kwietnia    | 2019 | Hiszpania                    | Timmy Hansen   |
| 12. | 25 maja        | 2019 | Wielka Brytania              | Timmy Hansen   |
| 13. | 31 sierpnia    | 2019 | Francja                      | Timmy Hansen   |
| 14. | 14 września    | 2019 | Łotwa                        | Timmy Hansen   |